# Kopel Koslovski
Kopel Koslovski (* 22. November 1917; seit 1945 vermisst) war ein estnischer Fußballspieler.

## Karriere
Für die Estnische Fußballnationalmannschaft bestritt Kopel Koslovski im Jahr 1939 ein Länderspiel gegen Lettland. Beim 3:3-Unentschieden in Riga stand er in der Startelf in der vom deutschen Schiedsrichter Wilhelm Peters geleiteten Partie. Im Jahr 1939 und 1940 war er zudem für den SK Tallinna Sport in der Estnischen Meisterschaft aktiv.
Kopel Koslovski verschwand während der deutschen Besatzung Estlands im Zweiten Weltkrieg spurlos.